# Wyższe Seminarium Duchowne Diecezji Elbląskiej w Elblągu
Wyższe Seminarium Duchowne w Elblągu – katolicka uczelnia wyższa z siedzibą w Elblągu.
Seminarium zostało erygowane 1 października 1992 przez biskupa diecezji elbląskiej Andrzeja Śliwińskiego. Jurysdykcję kanoniczną nad seminarium sprawuje biskup elbląski.

## Historia
W połowie 1993 diecezja weszła w posiadanie budynków zespołu fabrycznego. Biskup Andrzej Śliwiński podczas święceń kapłańskich alumnów zadecydował z nimi o przeniesieniu się ich do nowo pozyskanych budynków. Tym samym w roku akademickim 1993/1994 alumni kształcili się już w Elblągu, a nie jak dotychczas w seminarium w Olsztynie.
Od 1999 seminarium wydaje własny rocznik naukowy Studia Elbląskie. Alumni wydają także własne czasopismo studenckie Myślnik klerycki.

## Biblioteka
Biblioteka seminarium została zorganizowana na podstawie księgozbioru biblioteki dekanalnej kościoła Bożego Ciała w Elblągu.
Obecnie zbiory biblioteczne wynoszą 27000 woluminów.
Biblioteka należy do Federacji Bibliotek Kościelnych „Fides”. Obecnie wdrażany jest w niej system komputerowy.

## Współpraca z uczelniami katolickimi
Od początku funkcjonowania, Seminarium, chcąc dać alumnom wykształcenie akademickie, na poziomie studiów magisterskich, współpracowało z Akademią Teologii Katolickiej w Warszawie, która trwała do 1999.
W 1999 w nowo powstałym Uniwersytecie Warmińsko-Mazurskim w Olsztynie utworzono Wydział Teologii. W 2000 Biskup elbląski podpisał umowę o współpracy z władzami uniwersytetu. W ten sposób elbląscy alumni, z początkiem roku akademickiego 2000/2001, stali się studentami UWM-u, studiującymi na tamtejszym Wydziale Teologii.

## Wizyta papieża Jana Pawła II w Elblągu
W 1999 alumni elbląskiego Seminarium przygotowywali liturgię z okazji przyjazdu do Elbląga papieża Jana Pawła II. Miało to miejsce w sobotę 6 czerwca 1999, w ramach VII pielgrzymki Ojca Świętego do ojczyzny.

## Rektorzy seminarium
- ks. kan. dr Stefan Ewertowski (5 czerwca 1993 – 30 czerwca 2004)
- ks. kan. dr Grzegorz Puchalski (1 lipca 2004 – 30 czerwca 2016)
- ks. kan. dr Sławomir Małkowski (1 lipca 2016 – 30 czerwca 2020)
- ks. kan. dr hab. Marek Karczewski (1 lipca 2020 – 30 września 2024)
- ks. dr Jakub Altman (od 1 października 2024)

## Patroni
Patronami seminarium są Maryja Niepokalana i św. Jan Paweł II.